# 弗拉迪米尔·菲尔姆
弗拉迪米尔·菲尔姆（1923年6月5日—1996年11月27日），克罗地亚男子足球运动员，司职前锋。他曾代表南斯拉夫国奥队参加1952年夏季奥林匹克运动会足球比赛，获得一枚银牌。